# Fernando Abbott Galvão
Fernando Abbott Galvão (Natal, 15 de setembro de 1922 — Natal, 15 de abril de 2009), foi um diplomata, educador, político e escritor brasileiro.
Cursou ginásio em Belo Horizonte e depois seguiu para o Rio de Janeiro, onde se formou em Direito, pela Universidade do Brasil, em 1948. Chegou a receber treinamento, como Segundo Tenente, para servir na Segunda Guerra Mundial, mas a Guerra terminou antes que seu batalhão embarcasse.
Em 1951, já de volta a Natal, foi professor de português e de literatura brasileira e portuguesa no Colégio Marista, onde havia cursado o primário. No mesmo ano foi eleito deputado estadual.
Logo seguiu para o Rio de Janeiro, no entanto, para dedicar-se aos estudos para o concurso do Instituto Rio Branco. Ainda em 1951, foi aprovado em um concurso que teve 86 candidatos e apenas 9 aprovados. Concluiu, como primeiro de turma, o Curso de Preparação para a Carreira Diplomática (CPCD) dois anos mais tarde, momento em que recebeu seu diploma das mãos do então presidente Getúlio Vargas.
Como prêmio por sua colocação no CPCD, estagiou nas missões permanentes brasileiras junto à ONU e à OEA, em Nova York e Washington, respectivamente. Em 1955, foi transferido para a missão junto às Nações Unidas, onde foi chefiado pelo Embaixador Cyro de Freitas Valle, possivelmente o homem que mais admirou ao longo de toda a carreira.
Em 1959, foi removido para a Embaixada do Brasil em Caracas, onde serviu por três anos, antes de retornar ao Rio de Janeiro. Já em 1964, foi transferido para a Embaixada em Lisboa, cidade onde serviu duas vezes e onde fez amigos próximos com quem manteve contato até o fim da vida.
De Lisboa, retornou ao Brasil em 1968, onde serviu como adjunto da Assessoria Especial de Relações Públicas do Palácio do Planalto, já em Brasília. Em 1970, foi removido para Zurique para exercer o cargo de Cônsul-Geral. Cumulativamente, foi Cônsul também em Vaduz.
Três anos mais tarde, retornou ao Brasil para concorrer ao governo do Estado do Rio Grande do Norte. Nas eleições de 1974, ainda não diretas, foi derrotado por Tarcísio Maia.
Em 1975, seguiu para Lisboa, onde serviu como Cônsul-Geral por 5 anos e meio. Foi removido então para São Salvador, onde serviu como Embaixador durante a Guerra Civil daquele país. Seu último posto, entre 1983 e 1987, foi Lagos, onde serviu como Embaixador à época em que a cidade ainda era capital da Nigéria. Cumulativamente, serviu também como Embaixador no Benin, aonde foi apenas uma vez, para apresentar as suas Cartas Credenciais.
Aposentou-se em Natal em 1987, de onde saiu apenas para visitar familiares e amigos nos Estados Unidos, no Canadá, em Portugal, na Alemanha, na Espanha, no Uruguai e em Brasília.
Em 2007, publicou O Diário de Jonathas Abbott após quase uma década de pesquisas para a elaboração das notas de rodapé e de uma pequena biografia de Jonathas Abbott, seu trisavô, incluída na obra. Preparou, também, uma coletânea, ainda não publicada, de artigos sobre a política do Rio Grande do Norte que escrevia regularmente para jornais locais antes de ingressar no Instituto Rio Branco. Outra coleção que também pretendia publicar é uma de cartas entre três Embaixadores. Finalmente, havia começado a esboçar o Relatório Final, suas memórias, para as quais havia organizado documentos de acordo com os capítulos que pretendia escrever.
O Embaixador Fernando Abbott Galvão morreu repentinamente, de uma parada cardíaca, em Natal, em 15 de abril de 2009, quando se preparava para fazer um eletrocardiograma de rotina. Além da viúva, Sônia Bezerra Galvão, deixou três filhos e seis netos.
Entre as homenagens póstumas a Fernando Abbott Galvão estão o centro acadêmico do curso de Relações Internacionais da Universidade Potiguar (UnP) e uma praça no bairro de Capim Macio, em Natal, ambos os quais levam o seu nome.

## Condecorações
- Ordem de Rio Branco, Brasil, Grã-Gruz
- Ordem Nacional José Matías Delgado, El Salvador, Grã-Gruz
- Ordem do Infante Dom Henrique, Portugal, Grã-Cruz
- Ordem do Mérito das Forças Armadas, Brasil, Grande Oficial
- Ordem do Mérito Militar, Brasil, Grande Oficial
- Ordem Militar de Cristo, Portugal, Comendador
- Ordem do Mérito Naval, Brasil, Oficial
- Ordem da República Federal, Nigéria, Oficial
- Prêmio Rio Branco, Brasil, Medalha de Vermeil
- Medalha Lauro Müller, Brasil